# Free Love
Pour plus de détails, voir Fiche technique et Distribution.
Free Love, ou Freeheld : Le Combat de Laurel Hester au Québec (Freeheld) est un film américain réalisé par Peter Sollett, sorti en 2015. La bande originale du film, Hands of Love, est écrite par Linda Perry et interprétée par Miley Cyrus.
Le film est sélectionné au Festival international du film de Saint-Sébastien 2015. Il a été placé par Autostraddle à la 7e place des 120 meilleurs films lesbiens de tous les temps.

## Synopsis
Laurel, une brillante inspectrice du New Jersey rencontre Stacie et en tombe folle amoureuse. Ensemble elles fondent un foyer mais tout bascule lorsque Laurel découvre qu'elle est atteinte d'un cancer en phase terminale. Afin que Stacie puisse continuer de payer les traites de la maison, Laurel souhaite que sa pension lui revienne, mais le comté d'Ocean Side, New Jersey, dont elle dépend en tant que policière, le lui refuse puisqu'elle n'est pas mariée à un homme. Laurel et Stacie n'auront alors de cesse de se battre pour faire valoir leurs droits.

## Fiche technique
Sauf indication contraire, les informations mentionnées dans cette section peuvent être confirmées par la base de données cinématographiques IMDb,  présente dans la section « Liens externes ».
- Titre original : Freeheld
- Réalisation : Peter Sollett
- Scénario : Ron Nyswaner
- Costumes : Stacey Battat
- Montage : Andrew Mondshein
- Musique : Hans Zimmer
- Production : Kelly Bush, Richard Fischoff, Phil Hunt, Duncan Montgomery, Compton Ross, Robert Salerno, Jack Selby, Michael Shamberg, Stacy Sher, James D. Stern, Scott G. Stone et Cynthia Wade
  - Producteurs exécutifs : Adam Del Deo, Douglas Hansen, Stephen Kelliher, Taylor Latham, Ameet Suckla, Kristina Sorensen
  - Producteurs associés : Tom Harberd, Jessica Pressman, Joey Stewart
- Pays d'origine :  États-Unis
- Langue originale : anglais
- Durée : 103 minutes
- Genre : Drame
- Dates de sortie :
  -  États-Unis : 2 octobre 2015
  -  France : 10 février 2016

## Distribution
|                                                                                            |  |  |
| Les acteurs Julianne Moore et Michael Shannon au Toronto International Film Festival 2015. |  |  |

 Sauf indication contraire, les informations mentionnées dans cette section peuvent être confirmées par la base de données cinématographiques IMDb,  présente dans la section « Liens externes ».
- Elliot Page (VF : Juliette Allain) : Stacie Andree[2] (crédité Ellen Page)
- Julianne Moore (VF : Rafaèle Moutier) : Laurel Hester (en)[3]
- Steve Carell (VF : Laurent Natrella) : Steven Goldstein
- Michael Shannon (VF : Jean-Michel Fête) : Dane Wells
- Josh Charles (VF : Cyrille Monge) : Bryan Kelder
- Luke Grimes (VF : Benjamin Siksou) : Todd Belkin
- Mary Birdsong (VF : Ludmila Ruoso) : Carol Andree
- Dennis Boutsikaris : Pat Gerrity

 Source et légende : version française (VF) sur RS Doublage et selon le carton du doublage français cinématographique.

## Production

### Genèse du projet et casting
Le scénariste Ron Nyswaner a annoncé en 2010 son intention d'écrire une adaptation longue du court-métrage de Cynthia Wade Freeheld (Oscar 2007), un documentaire sur l'officier de police du New Jersey Laurel Hester qui, après avoir été diagnostiquée atteinte d'un cancer en phase terminale, lutta contre les élus locaux pour que sa pension revienne à sa compagne, Stacie Andree. À cette époque, Elliot Page avait déjà accepté de jouer Andree. Il affirma en 2014 avoir été impliqué dans ce projet depuis presque six ans,. Deux des producteurs du film, Stacey Sher et Michael Shamberg, lui avaient envoyé une copie du documentaire de Wade et lui avaient demandé s'il accepterait de jouer dans une adaptation, une offre qu'il accepta « tout de suite ». Catherine Hardwicke fut d'abord associée au projet en tant que réalisatrice mais se rétracta ensuite. Peu après l'assurance de financement du film en août 2012, Peter Sollett la remplaça. Julianne Moore eut le rôle d'Hester en février 2014. Zach Galifianakis eut le rôle de Steven Goldstein, fondateur et président à l'époque du Garden State Equality, mais fut remplacé plus tard par Steve Carell. Andree a travaillé avec Page, Sollett et Nyswaner à la réalisation du film.